# Miha Lampreht
Miha Lampreht, slovenski pravnik, novinar, publicist in alpinist, * 1957, Maribor.
Študiral je na Pravni fakulteti v Ljubljani, po diplomi pa se je leta 1981 zaposlil v zunanjepolitičnem uredništvu Radia Slovenija. Med letoma 1989 in 1996 je bil RTV-jev dopisnik iz Moskve, med letoma 2003 in 2006 ter od leta 2010 dalje pa tudi direktor Radia Slovenije.
Bil je eden izmed 571 podpisnikov Peticije zoper cenzuro in politične pritiske na novinarje v Sloveniji.

## Delo
- prevodi iz ruskega jezika:
  - Boris Akunin: Fandorin (roman), Celovec, Ljubljana, Dunaj, Mohorjeva dr.
  - Evgenij Suhov: Jaz, boter (Ja, vor v zakone), Ljubljana,Mladinska knjiga, 1999
  - Aleksandra Marinina: Smrt in kanček ljubezni (Smert´ i nemnogo ljubvi), Ljubljana, Mladinska knjiga, 2001
  - Ana Politkovska: Zadnji zapisi[mrtva povezava] (Dnevnik umorjene ruske novinarke), založba Sanje